# كارولين براون (لاعبة بولينغ)
كارولين براون (بالإنجليزية: Caroline Brown)‏ هي لاعبة بولينغ بريطانية، ولدت في 26 أغسطس 1990 في بلزهيل ‏ في المملكة المتحدة.